# 舟橋清賢
舟橋 清賢（ふなばし / ふなはし きよかた、1891年（明治24年）12月2日 - 1967年（昭和42年）11月26日）は、大正から昭和期の政治家、華族。貴族院子爵議員。

## 経歴
子爵・舟橋遂賢の長男として生まれる。父の死去に伴い、1924年（大正13年）2月15日に子爵を襲爵した。
1917年（大正6年）7月、京都帝国大学法科大学法律学科を卒業。同年、日本銀行に入行した。
1925年（大正14年）7月10日、貴族院子爵議員に選出され、研究会に所属して活動し、1946年（昭和21年）5月9日に辞職するまで三期在任した。その他、岡田内閣・司法参与官、米内内閣・文部政務次官、戦時金融金庫監事、司法制度調査委員会委員、育英制度創設準備協議会委員などを務めた。

## 親族
- 妻：正（しょう、野崎続太郎二女）[2]
- 長男：明賢[2]